# 耶利米哀歌
《耶利米哀歌》或譯《耶肋米亞哀歌》
（ʾēḫā(h)，Eikha），或稱《哀歌》，是《希伯来圣经》中的一个书卷。主題為耶利米對神的聖城和聖民之憂傷與愛的發表。

### 書名
- 在希伯來原文中，書名取自書中的第一個字“艾卡！”（’ Eh-khah′）意思是“何竟！”。
- 希臘文《七十士譯本》的譯者把書名稱為“特雷諾”（Thre′noi），意即“輓歌；哀歌”。
- 《巴比倫塔木德》採用“季諾夫”（Qi·nohth′）一詞，意思是“輓歌；哀歌”。
- 耶柔米把它譯成拉丁文“拉曼塔森尼斯”（Lamentationes），意即「哀歌」，此書的英文名字便源自這個字。

### 圣经书序
在基督教传统中被列为《舊約聖經·诗歌智慧书》第6卷（基督教《圣经》全书第25卷）。英语聖經譯本把《耶利米哀歌》緊接於《耶利米書》之後。但在《希伯來圣经》犹太教正典《塔纳赫》中，它通常屬於《聖錄》部分而與《雅歌》、《路得記》、《傳道書》及《以斯帖記》合稱為《五書卷》（Meghil·lohth′，米基羅夫）。 有些現代希伯來文聖經把它編在《路得記》或《以斯帖記》與《傳道書》之間，但據稱在若干古本裏，它緊接於《耶利米書》之後。

## 寫作背景
在公元前586年，巴比倫王尼布甲尼撒把耶路撒冷夷為平地。這首哀歌為上帝的選民在歷史上所經歷的慘痛毁滅發出深切的哀悼。
一般意見均認為此書理應在耶路撒冷於公元前586年陷落後不久寫成。城市受敵人圍困，繼而被烈火焚燒，這種可怕的經歷在耶利米的腦海中印象猶新。他把自己的痛苦淋漓盡致地描述出來。

## 关于作者
此書沒有道出執筆者的名字，然而，它的執筆者很可能就是耶利米。在希臘文《七十士譯本》裏有這樣一段序言：“後來，以色列慘遭擄掠，耶路撒冷變成荒涼，耶利米為此坐着痛痛哭泣，為耶路撒冷深切哀悼，寫成了這首哀歌。”耶柔米認為這段話是杜撰的，遂將其從他的譯本中刪掉。但猶太人的傳統一向都主張耶利米哀歌是耶利米執筆的，而這個主張也獲得古叙利亞文譯本、《通俗拉丁文本聖經》、約拿單的亞拉米文意譯本（塔古姆）、巴比倫塔木德及其他譯本所支持。
有些批評者試圖證明耶利米哀歌的執筆者並非耶利米。然而，一份评论著作指出，證據證明耶利米是此書的執筆者，这本书的作者认为：“書中第2和第4章對當時耶路撒冷所作的描述如此生動傳神，必然是目擊見證人的手筆；同時，字裏行間流露出濃厚的同情心，詩句亦藴含着豐富的預言色彩；此外其風格、措詞、思想都顯露出耶利米的固有特色。” 耶利米哀歌及耶利米書有許多相似的詞句，例如描述傷心至極時的“眼淚汪汪”，對預言者和祭司墮落腐敗的憎惡之情。《耶利米书》第8章第18节至第22节参及《耶利米书》第14章第17节参，《耶利米书》第18章参的經文表明耶利米無疑有能力寫出哀歌的哀悼體裁。

## 主題特色
- 耶利米哀歌對尼布甲尼撒揮軍圍攻耶路撒冷，將其攻陷摧毁一事深表哀慟。它的筆觸生動傳神，感情澎湃，同时代其他文學作品难以与之比肩。執筆者對周遭目睹的荒涼、痛苦和混亂局面極感哀傷。城中充滿饑荒、刀劍和各樣可怖的事。城裏的居民苦不堪言，凡此種種都是由於百姓、預言者和祭司的沉重罪孽所致。結果帶來了上帝的直接懲罰。但百姓仍可寄望於耶和華，對祂懷具信心，並可以禱告求上帝把他們復興過來。
- 書中並沒有對哀傷的某一方面作十分細緻的描述，但每種哀傷都在幾篇詩歌裏反覆表露出來。“這種思想上的激動表現⋯⋯是最有力的證據之一，表明此書是在事發之後不久寫成的，因而能够把執筆者當時的感觸盡情發揮出來。[4]

## 主要内容
耶利米哀歌的結構令聖經學者頗感興趣。全書共有五章，亦即五首抒情詩，頭四首是離合體，每句起頭均依次以希伯來文22個字母開始。另一方面，第三章則共有66節，因此每段連續3節都以相同的字母開始，然後才以另一個字母開始，依次順序下去。第五首詩歌雖然也有22節，體裁卻並非離合體。

### 第1首诗歌
“先前滿有人民的城，現在何竟獨坐！”这是第一首詩歌的首句。錫安的女兒雖曾貴為公主，現在她的愛人竟把她抛棄，她的百姓則流亡異域。她的城門荒廢。耶和華因她罪孽深重而刑罰她，使她威榮盡失。敵人因她傾倒而嗤笑她。她的敗落叫人驚訝，無人安慰她，餘下的居民食不果腹。她（人格化的耶路撒冷）問道：“有像這臨到我的痛苦沒有？”她舉起雙手説：“耶和華是公義的！祂這樣待我，是因我違背祂的命令。”她懇求耶和華降禍與那些趾高氣揚的仇敵，正如上帝待她一般。

### 第2首诗歌
“主（耶和華）何竟發怒，使黑雲遮蔽錫安城！”（《耶利米书》第2章第1节参）第二首詩歌表明是耶和華親自將以色列的華美扔在地上的。祂使節期和安息日被人遺忘，祂丟棄自己的祭壇和聖所。耶路撒冷的慘況令人不忍卒睹。耶利米呼喊道：“我眼中流淚，以致失明；我的心腸擾亂，肝膽塗地，都因我衆民遭毁滅。”（《耶利米书》第2章第11节参）他將耶路撒冷的女兒比作什麽，他怎樣安慰錫安的女兒，她的預言者都一籌莫展。現在凡過路的都嗤笑説：“難道人所稱為全美的，稱為全地所喜悦的，就是這城嗎？”（《耶利米书》第2章第15节参）她的仇敵都向她大大張口，又嗤笑，又切齒，説：“這真是我們所盼望的，吞滅她的日子臨到了。”她的孩童餓得發昏，婦人吃自己所生的孩子。街上滿了死屍。“耶和華發怒的日子，無人逃脱，無人存留。”（《耶利米书》第2章第16节至第22节参）

### 第3首诗歌
第三首詩歌共有66節，强調錫安要仰望上帝的憐憫。耶利米以許多比喻指出是耶和華定意使他們被擄和遭受荒涼的。執筆者在困苦的境況下哀求耶和華記念他的苦情，並表示對耶和華的慈愛和憐憫滿懷信心。其中連續有三節經文均以“這原是好的”為開始，並表明應當等候耶和華的救恩。耶和華雖使人憂愁，卻仍會施憐憫。但是目前，即使他們承認犯罪悖逆，耶和華仍不赦免；祂擋住百姓的禱告，使之成為“污穢和渣滓”。（《耶利米书》第3章第45节参）預言者眼淚成河，並説他的仇敵追逼他像追雀鳥一樣。然而，耶和華在深牢中臨近他説：“不要懼怕！”他求耶和華向仇敵的辱罵施行報應，説：“祢要發怒追趕他們，從耶和華的天下除滅他們。”（《耶利米书》第3章第57节至第66节参）

### 第4首诗歌
“黃金何其失光！純金何其變色！”（《耶利米书》第4章第1节参）第四首詩歌哀歎耶和華的聖殿何竟榮耀盡失，其上的石頭竟倒散在街上。錫安寶貴的衆子已變得毫無價值，就像泥造的瓦瓶一樣。城中無水無餅，素來鮮衣美食的人如今卻要“躺臥糞堆”。（《耶利米书》第4章第5节参）所受的懲罰比所多瑪的罪所受的還大。錫安的貴胄素來“比雪純淨，比奶更白”，現在卻“比煤炭更黑”，乾癟如同槁木。（《耶利米书》第4章第7节至第8节参）餓死的不如被刀殺的，當時的婦人竟親手烹煮自己的兒女作食物。耶和華傾倒祂的烈怒。難以置信的事終於發生了──敵人竟闖進了耶路撒冷的城門，“這都因她先知的罪惡和祭司的罪孽”，他們流了義人的血。（《耶利米书》第4章第13节参）耶和華的臉並非朝着他們。然而，錫安的女兒的罪愆止息了，她不再被擄到異地去了。現在該輪到以東的女兒遭殃了，她要喝下耶和華的苦杯。

### 第5首诗歌
第五首詩歌一開始便懇求耶和華記念祂那有如孤兒般的子民。耶利米描述耶路撒冷的居民如此説，他們的列祖犯了罪，如今他們卻要擔當列祖的罪孽。奴僕轄制他們，他們飢腸轆轆。他們心中的快樂止息，跳舞變為悲哀。他們心裏發昏。他們遂謙卑地向耶和華承認：“耶和華啊，祢存到永遠；祢的寶座存到萬代。”他們呼求説：“耶和華啊，求祢使我們向你回轉，我們便得回轉。求祢復新我們的日子，像古時一樣。祢竟全然棄絶我們，向我們大發烈怒？”

### 引用
1. ↑  《聖經評注》，1952年，鄧梅羅(J. R. Dummelow)編撰，第483頁。
2. ↑  参看耶利米哀歌1：16；2：11；3：48，49；耶利米书9：1；13：17；14：17
3. ↑  耶利米哀歌2：14；4：13，14；耶利米书2：34；5：30，31；14：13，14
4. ↑  参考《耶利米哀歌研究》（英文），1954年，戈特瓦爾德（Norman K. Gottwald）著，第31頁。
5. ↑  参看耶利米哀歌1：1，12，18
6. ↑  参看耶利米哀歌3:25-27，引文来自《圣经新世界译本》
7. ↑  耶利米哀歌5：19-22。

### 閱讀聖經
- 耶利米哀歌 （页面存档备份，存于） （繁體中文）
- 耶利米哀歌 （页面存档备份，存于） （简体中文）